# Шепетівка-Подільська
Шепеті́вка-Поді́льська — вантажна станція 4-го класу Козятинської дирекції Південно-Західної залізниці (Україна), входить до Шепетівського залізничного вузла. Від станції відходять лінії до станції Шепетівка (5 км), колійного поста Пост Жлобинський, до станції Шепетівка (через з.п. 4 км), до станції Судилків, до з.п. ім. П'яскорського (4 км), яка потім розділяється у двох напрямках на Ланівці та Старокостянтинів I.

## Історія
Станція розташована у місті Шепетівці Хмельницької області.
Відкрита у 1915 році як Шепетівка II.

## Галерея

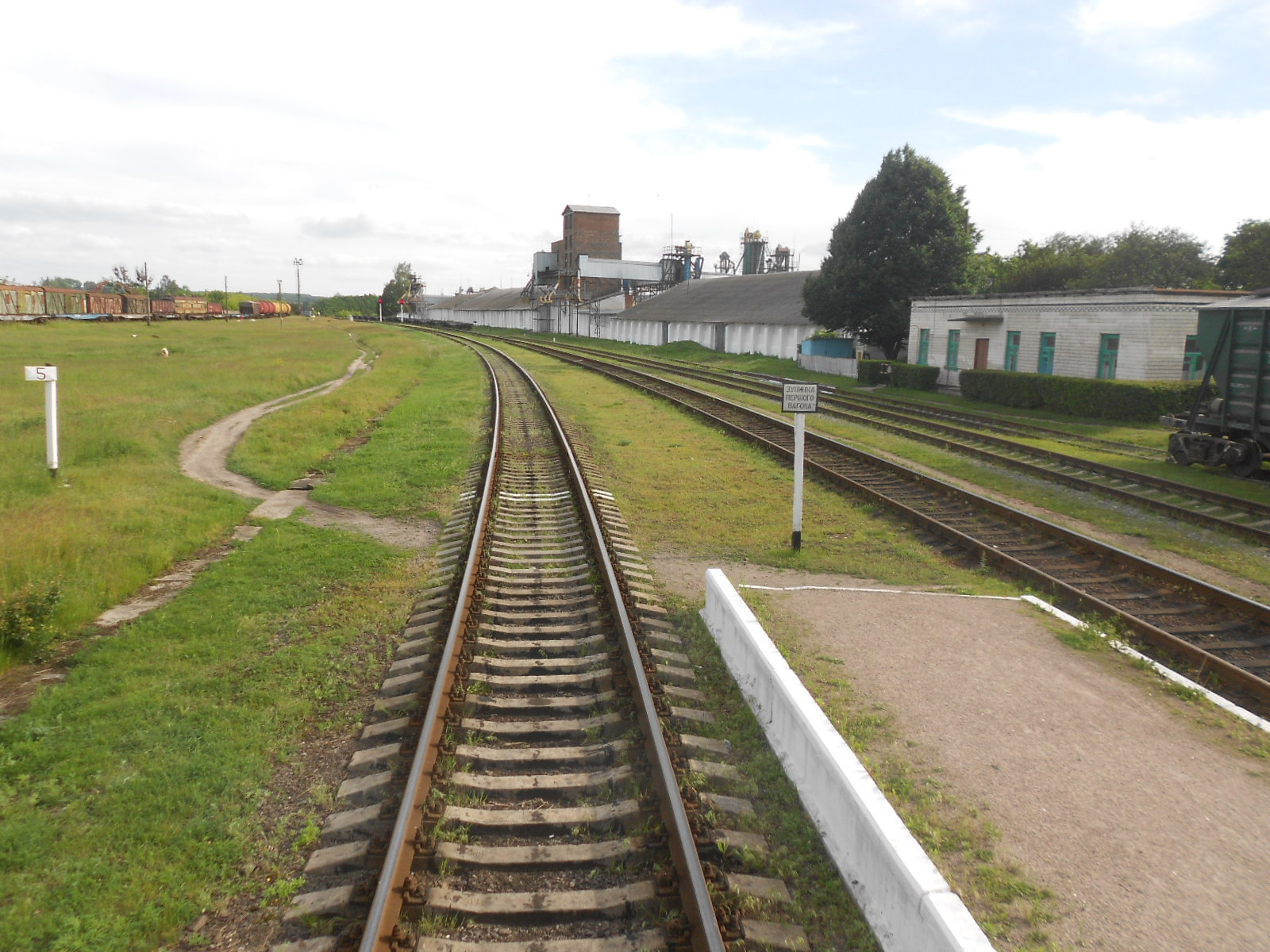
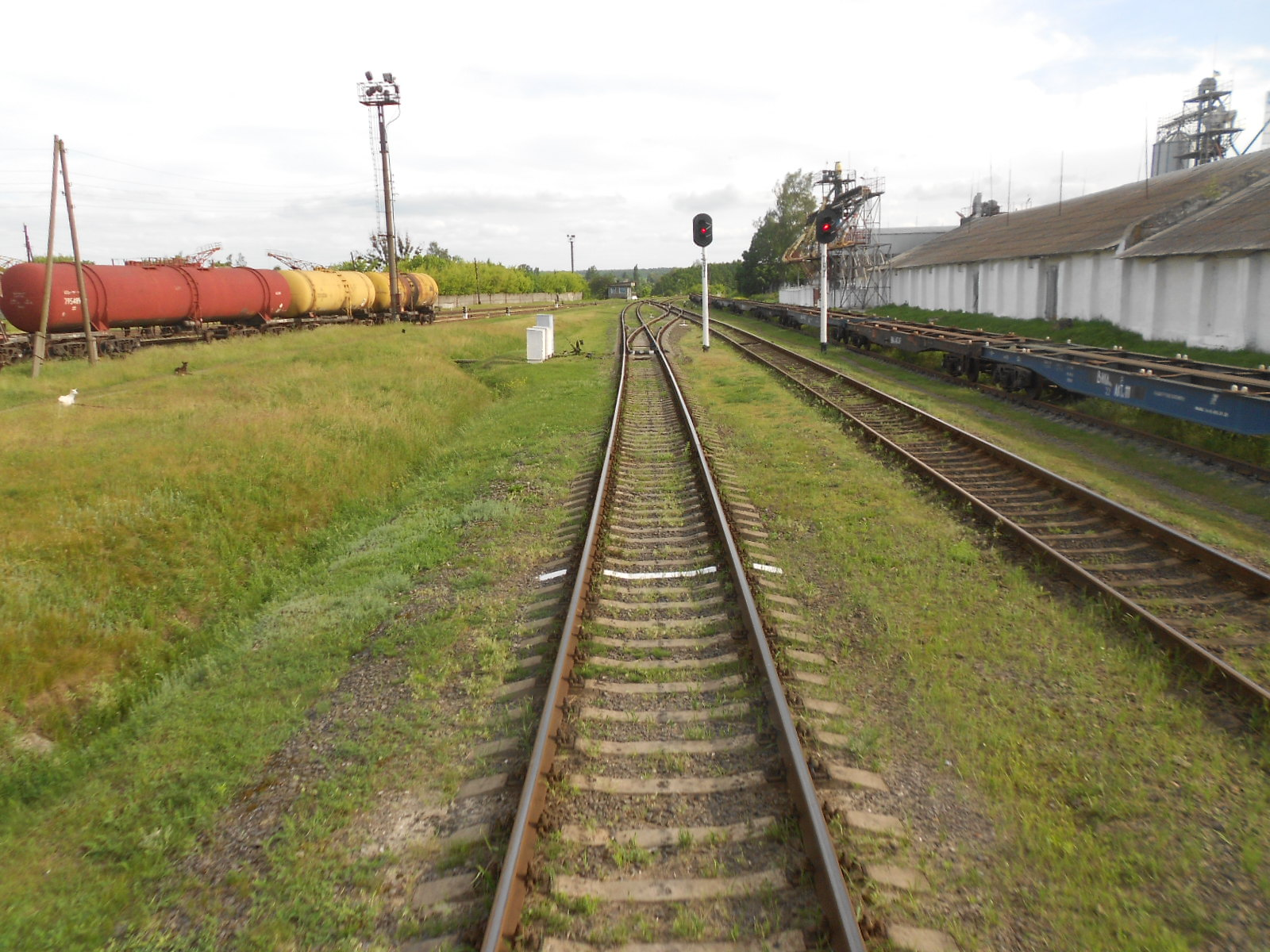
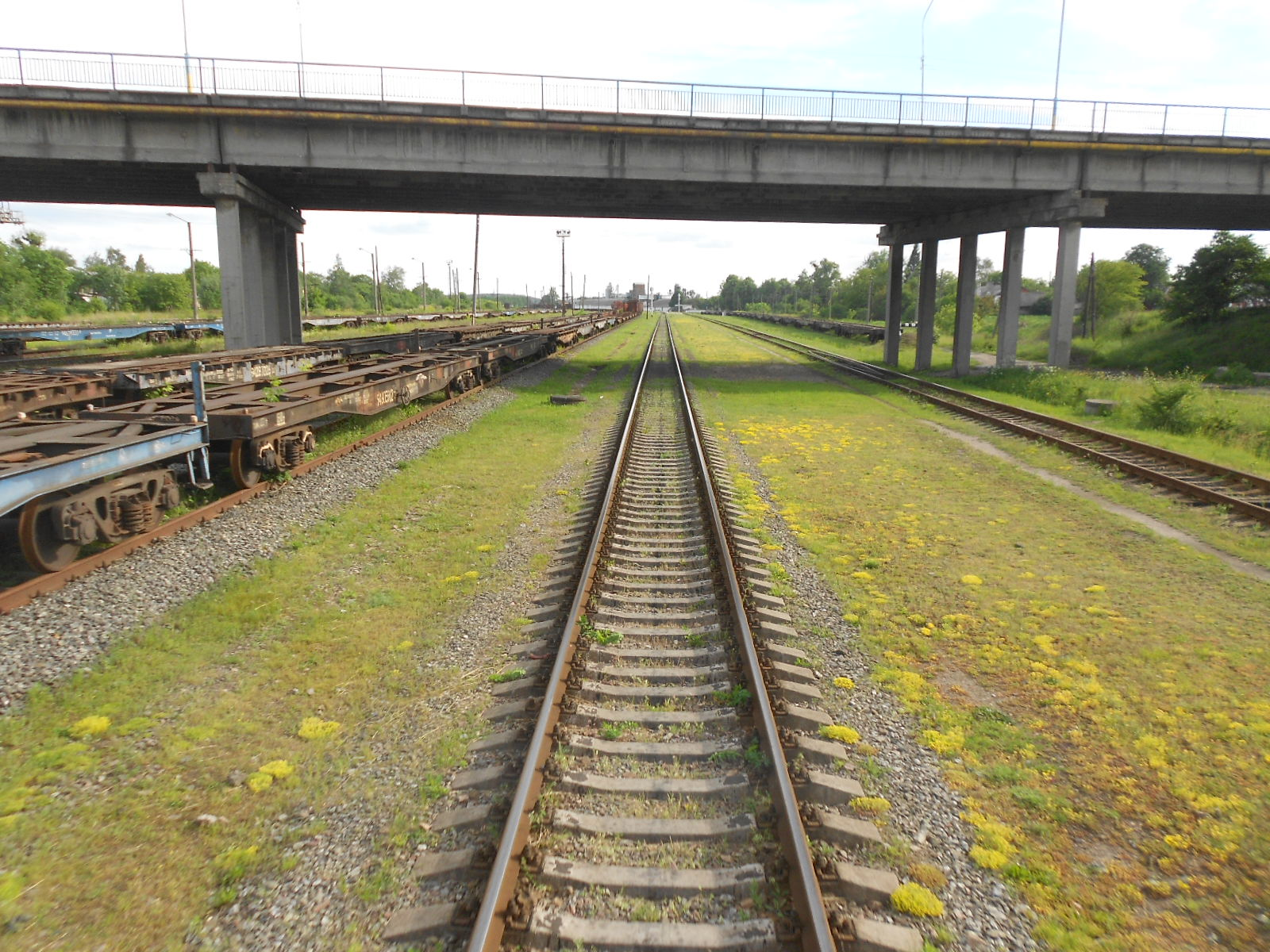

## Пасажирське сполучення
Через станцію Шепетівка-Подільська в обидва напрямки курсують дизель-поїзди Шепетівка — Ланівці (з можливістю подальшої пересадки на Тернопіль) та приміські поїзди Шепетівка — Хмельницький (через Старокостянтинів I).